# Burton (Ohio)
Pour les articles homonymes, voir Burton.
Burton est un village américain situé dans le comté de Geauga, dans l’Ohio. Selon le recensement de 2010, sa population est de 1 452 habitants.